# هایپرپلازی مادرزادی آدرنال
هیپرپلازی مادرزادی آدرنال (انگلیسی: Congenital adrenal hyperplasia) (اختصاری CAH) به گروهی از بیماری‌های وراثتی اتوزوم مغلوب گفته می‌شود که در اثر جهش در ژن‌هایی که واسطهٔ تولید آنزیم‌های مولد کورتیزول و کلسترول در غدد فوق کلیوی هستند پدید می‌آید.

## نشانه‌ها
تولید بیش از حد آندروژن در مبتلایان باعث ظاهر شدن صفات مردانه و از دست دادن نمک می‌شود. این بیماری به دو نوع معمول و غیرمعمول تقسیم می‌شود. در نوع معمول، نقص آنزیمی شدیدتر است و باعث بروز علائم بیماری مانند مردانه شدن دستگاه تناسلی خارجی در دختران در بدو تولد می‌شود. نوع معمول بیماری را به دو نوع از دست‌دهنده نمک (SW) و بروز صفات مردانه به تنهایی (SV) تقسیم می‌کنند.
نقص آنزیم ۲۱ هیدروکسیلاز در مبتلایان به نوع غیرمعمول خفیف‌تر است و این افراد بعد از تولد با علائم بیماری همچون افزایش فعالیت آندروژن‌ها روبه‌رو می‌شوند. دختران مبتلا به این نوع بیماری در بدو تولد صفات مردانه را نشان نمی‌دهند.

## گونه‌ها
این بیماری‌ها بر اساس سازوکار بیماری زایی به پنج دسته کلی تقسیم می‌شوند:
| نام                                         | %      | میراث مندلی در انسان | آنزیم        | جایگاه کروموزومی | سوبسترا                                     | فراورده                                         | مینرالوکورتیکوئید‌ها | آندروژن‌ها |
| ------------------------------------------- | ------ | -------------------- | ------------ | ---------------- | ------------------------------------------- | ----------------------------------------------- | ------------------- | --------- |
| هیپرپلازی مادرزادی آدرنال ۲۱-هیدروکسیلاز    | ۹۰-۹۵٪ | ۲۰۱۹۱۰               | P450c21      | 6p21.3           | ۱۷-هیدروکسی پروژسترون→ پروژسترون→           | کورتودوکسون دزوکسی کورتیکوسترون                 | ↓                   | ↑         |
| هیپرپلازی مادرزادی آدرنال ۱۱بتا-هیدروکسیلاز | ۵٪     | ۲۰۲۰۱۰               | P450c11β     | 8q21-22          | کورتودوکسون→ دزوکسی کورتیکوسترون→           | کورتیزول کورتیکوسترون                           | ↑                   | ↑         |
| هیپرپلازی مادرزادی آدرنال ۳بتا-اچ‌اس‌دی       | کمیاب  | ۲۰۱۸۱۰               | 3βHSD II     | 1p13             | pregnenolone→ 17OH-pregnenolone→ DHEA →     | پروژسترون ۱۷-هیدروکسی پروژسترون androstenedione | ↓                   | ↓         |
| هیپرپلازی مادرزادی آدرنال ۱۷-هیدروکسیلاز    | کمیاب  | ۲۰۲۱۱۰               | P450c17      | 10q24.۳          | pregnenolone→ پروژسترون→ 17OH-pregnenolone→ | 17OH-pregnenolone ۱۷-هیدروکسی پروژسترون DHEA    | ↑                   | ↓         |
| هیپرپلازی مادرزادی آدرنال لیپویید           | کمیاب  | ۲۰۱۷۱۰               | StAR P450scc | 8p11.2 15q23-q24 | انتقال کلسترول →                            | در میتوکندری pregnenolone                       | ↓                   | ↓         |